# صانع عطور

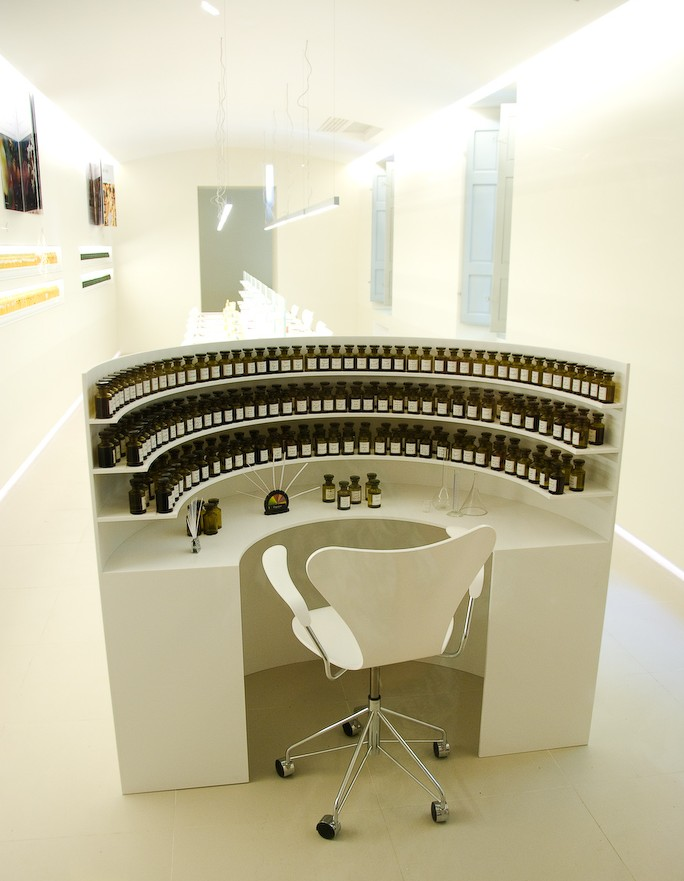
نموذج للمكان الذي يعمل فيه صناع العطور على تكوين العطور المختلفة. ومع ذلك، يتم الآن وزن العينات ومزجها من قبل الفنيين في شركات كبيرة للنكهات والعطور.

صناع العطور هم خبراء في صناعة تركيبات العطور، والتي يشار إليها أحيانًا بمودة باسم الأنف (بالفرنسية: nez) نظرًا لحاسة الشم الرائعة والمهارة في إنتاج التراكيب الشمية. صناع العطور هم فعليًا فنانين تم تدريبهم بعمق على مفاهيم جماليات العطور والقدرة على نقل المفاهيم والحالات المزاجية المجردة باستخدام التراكيب. على المستوى البدائي، يجب أن يكون لدى صناع العطور معرفة كبيرة بمجموعة كبيرة ومتنوعة من مكونات العطور ورائحتها، وأن يكون لديهم القدرة على تمييز كل منها بمفردهم أو بالاشتراك مع الآخرين. يجب أن يعرفوا أيضًا كيف يكشف كل منهم عن نفسه بمرور الوقت. وظيفة صناع العطور تشبه إلى حد بعيد عمل خبراء النكهات، الذين يؤلفون الروائح والنكهات للمنتجات الغذائية التجارية. جذبت ممارسة صناعة العطور مؤخرًا اهتمامًا أكاديميًا بين وكالات تمويل الأبحاث الكبرى.

## تدريب
لم يخضع معظم صانعي العطور لتدريب احترافي في هذا الفن، وتعلم الكثير منهم حرفتهم كمتدربين تحت إشراف صانع عطور آخر في عملهم كفنيين (مسؤولين عن مزج الصيغ) أو كيميائيين. عادة ما يتم منح هؤلاء الأشخاص وظائف مؤقتة في الصناعة. إن الدخول المباشر إلى المهنة النادر الحدوث، وأولئك الذين يدخلونها عادة من خلال الاتصالات العائلية. تدوم هذه التدريبات حوالي ثلاث سنوات.
حتى وقت قريب، لم تكن المدارس المهنية المفتوحة للجمهور موجودة. في عام 1970 أصبحت آي إس آي بي سي آي ‏ (ISIPCA) أول مدرسة في صناعة العطور. يجب على المرشحين اجتياز امتحان القبول الصعب، ويجب أن يكونوا قد حصلوا على دورات على مستوى الجامعة في الكيمياء العضوية.
منذ عام 1998، تقدم مدرسة بيرفومرز ولد أو عالم صانعي العطور (PerfumersWorld) تدريبًا رسميًا وغير رسمي من خلال دورات جامعية في كلية التكنولوجيا الحيوية بجامعة جامعة الملك مونغكوت للتكنولوجيا ثونبوري، وفي كلية الصيدلة بجامعة شولالونغكرون في بانكوك، ومن خلال الدورات التدريبية عبر الإنترنت وورش العمل الخاصة في الولايات المتحدة، المملكة المتحدة، دبي، هونج كونغ، ألمانيا، نيوزيلندا، وتايلاند.
في الآونة الأخيرة، في عام 2002، ظهرت مدرسة أخرى، معهد غراس للعطور (GIP). وبالمثل هنا، يجب أن يكون لدى المرشحين أساس في الكيمياء أو الصيدلة ليتم قبولهم كطلاب.
جيفودان، النكهات والعطورات الدولية (IFF) وسيمرايز لها مدارس العطور الخاصة بها، ولكن يجب على الطلاب أن يكونوا موظفين ويتم توصيتهم من قبل مديريهم. تقدم جامعة بليموث (المملكة المتحدة) درجة البكالوريوس (بكالوريوس الآداب) في إدارة الأعمال والعطور.

## توظيف
يعمل معظم صانعي العطور من قبل الشركات العطر الكبيرة بما في ذلك ميْن، روبيرتيت، فيرمينيتش، النكهات والعطورات الدولية، جيفودان، تاكاساغو، وسيمرايز. يعمل البعض حصريًا لدار العطور أو في شركاتهم الخاصة، لكن هذه ليست شائعة.
يبدأ صناع العطور عادةً مشروعًا بإيجاز من صاحب العمل أو العميل، عادةً ما يكون دار أزياء أو شركة كبيرة أخرى. يحتوي هذا على مواصفات العطر المطلوب، ويصف في كثير من الأحيان بعبارات شعرية أو مجردة ما يجب أن تشبه رائحته أو المشاعر التي يجب أن تثيرها، إلى جانب الحد الأقصى لسعر لتر زيت العطر المركز. سيحدد هذا البدل، جنبًا إلى جنب مع الاستخدام المقصود للعطر، المكونات العطرية التي سيتم استخدامها في التركيبة.
سيخوض صناع العطور بعد ذلك عملية مزج خلطات متعددة وسيحاول التقاط المشاعر المرغوبة المحددة في الملخص. بعد تقديم خلطات العطور للعملاء، قد "يفوز"صانع عطور بالموجز بموافقتهم. يشرعون في العمل مع العميل، غالبًا وفقًا للتوجيه المقدم من لجنة أو مدير فني، والذي يوجه ويعدل التعديلات على تركيبة العطر. تمتد هذه العملية عادةً من عدة أشهر إلى عدة سنوات، حيث تمر بالعديد من التكرارات، وقد تتضمن دراسات استقصائية ثقافية وعامة لتخصيص عطر لسوق معين. يتم بعد ذلك استخدام التركيبة إما لتحسين منتج آخر كعطر وظيفي (الشامبو، مستحضرات التجميل، المنظفات، الأجزاء الداخلية للسيارة، إلخ) أو تسويقها مباشرة للجمهور كعطر جيد.
بدلاً من ذلك، قد يكون صناع العطور مصدر إلهام ببساطة لإنشاء عطر وإنتاج شيء يصبح لاحقًا قابلاً للتسويق أو يفوز باختصار. هذا أكثر شيوعًا في بيوت العطور الصغيرة أو المستقلة.

## قائمة لصانعي عطور بارزين
- هنري ألميراس
- نيكولاس دي باري
- إرنست بو
- كاليس بيكر
- جان كارلز
- جاك كفاليير
- جيرمين سيلير
- فرانسوا كوتي
- فرانسوا ديمكي
- روجا دوف
- ستيفين دوثويت
- جان كلود إلينا
- أندريه فرايس
- أوليفيا جاكوبيتي
- صوفيا حرويزمان
- جان كيرليو
- كارين خوري
- فرانسيس كوركدجيان
- كريستوف لوداميل
- نورينا ماتشابيلي
- آنك ميناردو
- ألبيرتو موريلاس
- باتريسيا دي نيكولاي
- جاك بولج
- هنري روبرت
- دومينيك روبيون
- موريس روسيل
- إدموند رودنيتسكا
- كريستوفر شيلدريك

## روابط خارجية
- الجمعية البريطانية لصانعي العطور. المجتمع البريطاني للعطور
- نظرة أقرب على ممارسات معهد ثقافة رائحة العطور